# Luis Aragonés
Pour les articles homonymes, voir Aragonés.
José Luis Aragonés Suárez Martínez, dit Luis ou Zapatones (grands bottes) ou El sabio de Hortaleza, né le 28 juillet 1938 à Hortaleza (Madrid) et mort le 1er février 2014 à Madrid, est un footballeur puis un entraîneur espagnol de football, sélectionneur de l'équipe nationale d'Espagne, avec qui il remporte l'Euro 2008.

## Biographie
Il joue pour l'Atlético de Madrid pendant la plus grande partie de sa carrière. Durant les années 1960 et 1970, il est un joueur important pour ledit club de Madrid, et remporte la Liga quatre fois. Entre 1964 et 1975, il joue dans 265 matchs de championnat, marquant 123 buts.
La carrière d'Aragonés débute au Getafe CF en 1957. En 1958, il est enrôlé par le Real Madrid, sans jouer. En 1960, il est acheté par le Real Oviedo, puis par le Real Betis. Il passe ensuite 10 ans à l'Atlético de Madrid.
Aragonés joue 11 fois pour l'équipe nationale d'Espagne, marquant 3 buts. Son premier match a lieu le 8 mai 1965 contre l'Écosse.
Il a entraîné par la suite de nombreuses équipes espagnoles, dont l'Atlético de Madrid, le FC Barcelone, Séville, Valence, l'Espanyol, le Real Betis, Oviedo et Majorque. Avec l'Atlético, en plusieurs passages, il est entraîneur du club durant 612 matchs, ce qui constitue un record qui est battu en mars 2023 par Diego Simeone.
Il devient sélectionneur de l'équipe d'Espagne de football en 2004. Il déclenche une importante polémique lorsque, lors d'un entraînement, il qualifie le footballeur français Thierry Henry de « negro de mierda ». Pour ces propos, il est sanctionné de 3 000 euros d'amende par la Fédération espagnole de football.
À l'issue de l'Euro 2008, où l'Espagne l'emporte en finale, 1-0 face à l'Allemagne, le 29 juin 2008 à Vienne, il rejoint le Fenerbahçe SK, club turc quart de finaliste de la ligue des champions 2007-2008. Aragonés s'engage pour une durée de deux ans et un salaire annuel de 1,5 million d'euros. Il est licencié du club turc en juin 2009.
Le 5 décembre 2013, Luis Aragonés, âgé de 75 ans, annonce sa retraite définitive.
Il meurt à Madrid le 1er février 2014, à l'âge de 75 ans des suites d'une leucémie.

## Carrière

### Joueur
- 1956-1958 :  Getafe CF
- 1958-1960 :  Real Madrid
- 1958-1959 :  Recreativo de Huelva (prêt)
- 1959-1960 :  Hercules Alicante (prêt)
- 1959-1960 :  Úbeda CF (prêt)
- 1960-1961 :  AD Plus Ultra (prêt)
- 1960-1961 :  Real Oviedo (prêt)
- 1961-1964 :  Betis Séville
- 1964-1974 :  Atlético de Madrid

### Entraîneur
- 1974-1980 :  Atlético de Madrid
- 1981-1982 :  Betis Séville
- 1982-1987 :  Atlético de Madrid
- 1987-1988 :  FC Barcelone
- 1990-1991 :  Espanyol Barcelone
- 1991-1993 :  Atlético de Madrid
- 1993-1995 :  Séville FC
- 1995-1997 :  Valence CF
- 1997-1998 :  Betis Séville
- 1999-2000 :  Real Oviedo
- 2000-2001 :  RCD Majorque
- 2002-2003 :  Atlético de Madrid
- 2003-2004 :  RCD Majorque
- 2004-2008 :  Espagne
- 2008-2009 :  Fenerbahçe SK

## Palmarès

### Joueur
- 3 Championnats d'Espagne (Atlético, 1966, 1970 et 1973)
- 2 Coupe d'Espagne (Atlético, 1965 et 1972)

### Entraîneur
- 1 La Liga (Atlético, 1977)
- 4 Copa del Rey (3 avec Atlético, 1976, 1985 et 1992; 1 avec FC Barcelone, 1988)
- 1 Supercoupe d'Espagne (Atlético, 1985)
- 1 Coupe intercontinentale (Atlético, 1974)
- 1 Championnat d'Europe (Espagne, 2008)

### Distinctions personnelles
- 1 Pichichi (meilleur buteur de la Liga), saison 1969-70
- Prix Don Balón du meilleur entraîneur de la Liga, saison 1976-77

## Remarques racistes
En 2004, Aragonés a été nommé entraîneur de l'équipe d'Espagne. Cette même année, durant un entraînement, une équipe de télévision espagnole filme Aragonés en train de motiver José Antonio Reyes en faisant des remarques insultantes sur Thierry Henry, alors coéquipier à Arsenal de Reyes. Il a dit :
« Tell that negro de mierda that you are much better than him. Don't hold back, tell him. Tell him from me. You have to believe in yourself, you're better than that negro de mierda. »
« Dis à ce noir de merde que tu es bien meilleur que lui. Ne te retiens pas, dis lui. Dis lui de ma part. Tu dois croire en toi, tu es bien meilleur que ce noir de merde. »
Après une enquête sur les événements durant le match, l'UEFA a condamné la fédération espagnole de football à 100 000 francs suisses d'amende et a prévenu que des incidents futurs seraient punis plus sévèrement. L'UEFA a proposé comme sanctions possibles : la suspension de tous tournois internationaux d'envergure ou la tenue à huis clos des matchs internationaux à domicile de l'équipe d'Espagne. En réponse à cela, Aragonés a affirmé en public n'être pas raciste et a déclaré avoir des amis noirs. Et l'ancien latéral gauche de l'AJ Auxerre Franck Rabarivony qui voudrait bien mettre un terme à toute cette polémique vous l'assure: "Luis Aragonés que j'ai côtoyé de très près en Espagne, est loin d'être raciste! Facile de traduire dans le contexte, c'était un amoureux du football, très pédagogue, respectable et respecté qui savait tout simplement motiver ses troupes. Il me rappelait Guy Roux, qu'il admirait, alors qu'on arrête de salir la mémoire de ce Grand Homme". Le milieu de terrain Marcos Senna, noir d'origine brésilienne, a dit :
« He is not racist, Aragonés is a spectacular person. [Former Spain defender] Donato, who is black, is one of his best friends. Maybe something escaped, a word, and he was misinterpreted. »
« Il n'est pas raciste. Aragonés est une personne spectaculaire. [L'ancien défenseur espagnol] Donato, qui est noir, est un de ses meilleurs amis. Peut-être que quelque chose lui a échappé, un mot, et il a été mal interprété. »